# Mittagsfluh
Die Mittagsfluh ist ein 1637 m ü. A. hoher Berg im Bregenzerwaldgebirge und Hausberg von Au in Vorarlberg, Österreich. Nach der Alpeneinteilung der SOIUSA ist die Mittagsfluh und ihre Umgebung eine eigene Untergruppe des Bregenzerwaldgebirges mit der Nummer 22.I.5.a. Die Umgrenzung ist das Dreieck Weißenbach – Stoggersattel – Rehmer Bach – Bregenzer Ach.

## Lage und Umgebung

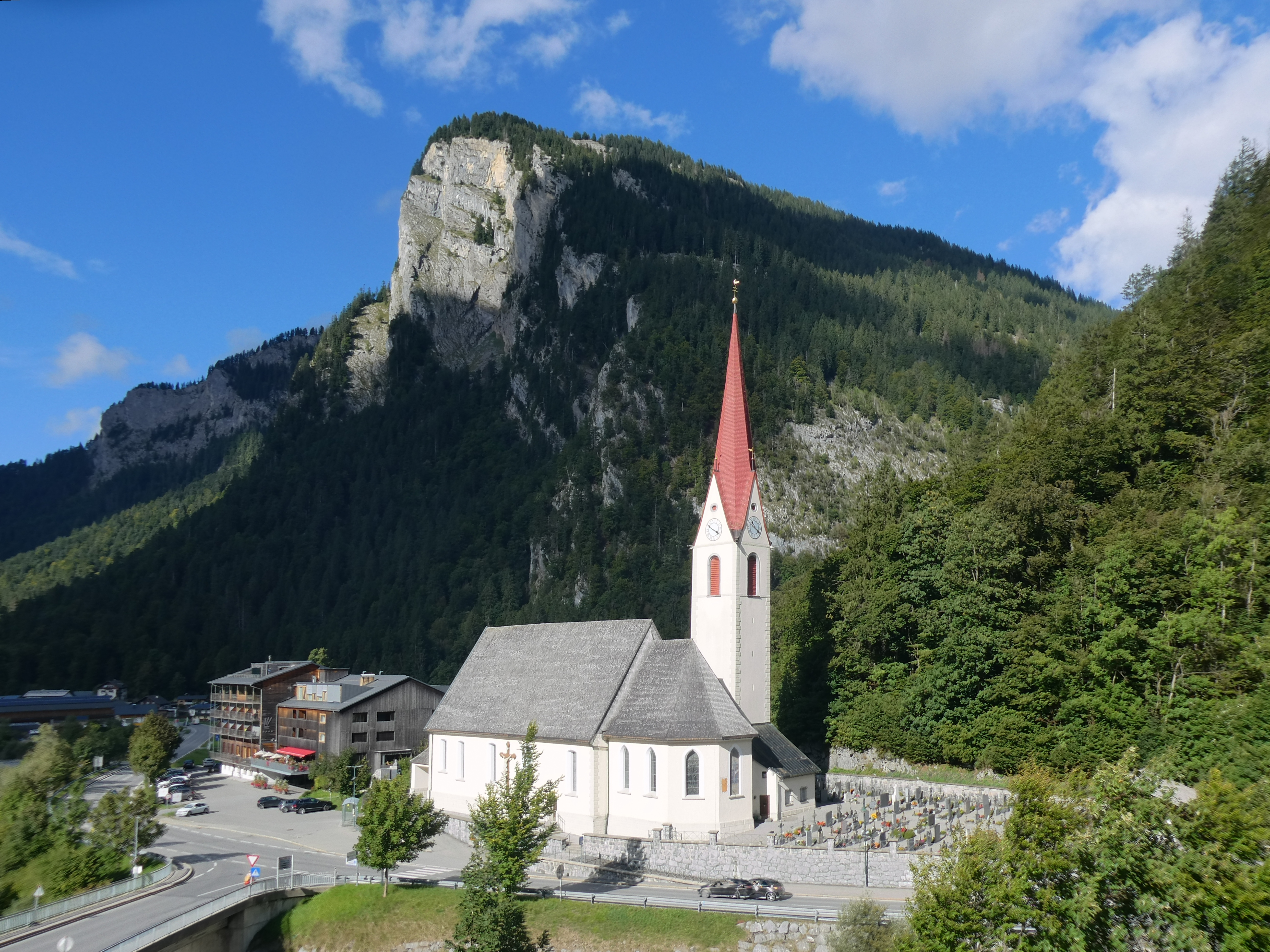
Pfarrkirche St. Leonhard in Au

Der Berg liegt am östlichen Rand des Bregenzerwaldgebirges. Der östlich gelegene Stoggersattel (1415 m ü. A.) ist der Übergang zum Diedamskopf (2090 m ü. A.), der schon in den Allgäuer Alpen liegt. Der Berg fällt durch seine schroffe Abbruchkante an der Westseite auf. Hier befindet sich der Durchbruch der Bregenzer Ach zwischen der Mittagsfluh und der Kanisfluh (2044 m ü. A.). Direkt im Tal liegt der Ort Au. Im Norden sind, durch das Tal des Weißenbachs getrennt, der Giblenkopf (1571 m ü. A.) und der Triestler (1694 m ü. A.) die nahe gelegensten Berge.

## Zugang
Als Ausgangspunkt kann der Auer Ortsteil Rehmen (824 m) östlich gelegen im Achtal dienen. Von dort geht es zunächst oberhalb des Rehmerbachtals über die Untere Stoggen-Alm und Sattelegg-Alm zum Stuggersattel. Dann wendet sich der Weg nach Westen und verläuft am Nordhang des Berges Auf der Platte über die Untere und Obere Sattel-Alm zum Gipfel. Für den Aufstieg sollte man mit einer Gehzeit von etwa drei Stunden rechnen. Der Gipfel des Berges ist bewaldet. Etwa 300 Meter nordwestlich vom Gipfel befindet sich direkt an der Abbruchkante mit dem Liegstein (1573 m) ein ungesicherter Aussichtspunkt mit einem direkt fühlbaren Höhenunterschied von ca. 700 Meter zum Talgrund.